# Consejo Municipal de Hesse
En Hesse, el consejo municipal elegido por quienes tienen derecho a votar es el máximo órgano municipal  del municipio (en las ciudades se llama ayuntamiento); está formado por los representantes de la comunidad (a quienes en las ciudades se les conoce como concejales). Decide sobre los asuntos del municipio, pero puede delegar la toma de decisiones sobre determinadas materias en un comité o en la junta municipal, siempre que no se trate de materias que le sean asignadas exclusivamente por ley. También controla “toda la administración”. La “administración permanente”  en cambio, la lleva a cabo el consejo municipal (en las ciudades se llama magistrado). Ambos órganos son órganos colegiados (constitución de magistrados).
Todos los demás estados de Alemania (con excepción de la constitución local de Bremerhaven) siguen este enfoque, desde las reformas constitucionales locales de la década de 1990, según el modelo de la constitución municipal del sur de Alemania, con un consejo municipal y un alcalde monocrático. Los alcaldes de Hesse no tienen esta posición de "órgano", como lo establece la legislación constitucional local; Sin embargo, la Constitución de Hesse los describe como "jefes de comunidades o asociaciones comunitarias". La base jurídica de la falsa constitución municipal es el código municipal de Hesse.

## Composición
Los representantes de la comunidad (concejales de la ciudad y miembros del consejo de distrito) son elegidos en elecciones locales. Existiendo la posibilidad de acumulación y variación. Cuando sólo compite una lista, se elige a los representantes con mayor número votos. En cambio, cuando compiten varias listas, los escaños se distribuyen en función del porcentaje de votos por lista y sólo dentro de la lista correspondiente se elige a los candidatos con mayor número de votos.
El número de representantes comunitarios depende del número de residentes, como se muestra a continuación:
| Población                            | Asientos |
| ------------------------------------ | -------- |
| Hasta 3.000 habitantes               | 15       |
| De 3.001 a 5.000 habitantes          | 23       |
| De 5.001 a 10.000 habitantes         | 31       |
| De 10.001 a 25.000 habitantes        | 37       |
| De 25.001 a 50.000 habitantes        | 45       |
| De 50.001 a 100.000 habitantes       | 59       |
| De 100.001 a 250.000 habitantes      | 71       |
| De 250.001 a 500.000 habitantes      | 81       |
| De 500.001 a 1.000.000 de habitantes | 93       |
| Más de 1.000.000 de habitantes       | 105      |

El consejo municipal puede decidir que en un próximo período electoral el número de representantes municipales sea un nivel de población inferior o un número impar en el medio. Esta disposición legal tiene como objetivo proporcionar la oportunidad de ahorrar costos y también aumentar la eficiencia del trabajo.

## Tareas
En su primera reunión  (llamada reunión constitutiva), a la que invita el alcalde  (quien no tiene más responsabilidades ni poderes en esta reunión), el colegio se constituye eligiendo un presidente de entre los propios rangos de los miembros. El presidente es elegido por el miembro de mayor edad en términos de años  (denominado presidente de mayor edad). Por ley, a esta persona se le confía provisionalmente la dirección de la reunión hasta que se elija al presidente. Luego se constituye el consejo comunitario y puede tomar resoluciones efectivas una vez que se ha entregado el liderazgo de la reunión. 
El presidente (o jefe del parlamento) dirige la reunión a partir de ahora y el máximo representante de la comunidad. Sin embargo, de facto los ciudadanos ven al alcalde (elegido directamente en Hesse desde 1993) como tal (mejor legitimidad democrática gracias a la elección de todos los ciudadanos), pero esto no está cubierto por la situación jurídica (puede diferir según las disposiciones constitucionales locales en otros estados de Alemania).
Después de la constitución del consejo municipal, se elige a los suplentes del presidente. Además, los representantes honorarios pueden ser elegidos en una sola votación según los principios de representación proporcional. Luego se puede tomar una decisión sobre el número de comités y su número de miembros, así como qué tareas se les delegarán a ellos y a la junta comunitaria. El consejo municipal supervisa toda la administración del municipio y la gestión de la junta municipal, en particular el uso de los ingresos municipales y elabora el presupuesto. La junta municipal debe informar continuamente al consejo municipal sobre asuntos administrativos importantes y comunicarle las órdenes importantes de la autoridad de control, así como todas las órdenes para las que la autoridad de control así lo haya estipulado expresamente.
El consejo municipal toma sus decisiones en reuniones públicas (reuniones obligatorias). Puede excluir al público dentro de un ámbito muy limitado para asuntos individuales. Los temas no públicos de la agenda se refieren a los intereses de personas dignas de protección (aunque en la mayoría de las comunidades estos se delegan a la junta comunitaria) así como, por ejemplo, transacciones inmobiliarias en las que la comunidad podría sufrir daños económicos a través de la publicación.
Los acuerdos se toman (a menos que la ley disponga lo contrario) por la mayoría de los votos emitidos. En caso de empate, se rechaza la solicitud. Las abstenciones y los votos nulos no cuentan para el cálculo de la mayoría. 
Las decisiones preliminares y el trabajo principal se llevan a cabo en los comités (técnicos), donde las solicitudes pueden discutirse y, si es necesario, modificarse. A continuación, el presidente del comité presenta la recomendación del comité al consejo municipal para su votación.

## Literatura
- Gerhard Bennemann, Rudolf Beinlich, Frank Brodbeck, Uwe Daneke, Heinrich Gerhold, Ernst Meiss, Arnulf Simon, Sven Teschke, Walter Unger, Stefan Zahradnik, Michael Borchmann, Wolfgang Schön, Jürgen Dieter: Derecho constitucional municipal en Hesse (código municipal de Hesse, Hesse) código de distrito, ley sobre el trabajo comunitario municipal, ley para reforzar la cooperación y la planificación municipal en la región Rin-Meno, ley electoral local de Hesse - KWG), comentarios, edición en hojas sueltas, ISBN 978-3-8293-0222-7

## Enlaces web
- Ley municipal de Hesse en wahlrecht.de